# Жемганг
Жемганг или Шемганг (дзонг-кэ གཞལམ་སྒང་, англ. Zhemgang, Shemgang, Zemgang, Shamgong) — административный центр дзонгхага (административного округа) Жемганг в Бутане.
Жемганг расположен на севере одноимённого дзонгхага недалеко от границы с дзонгхагом Тронгса. Через Жемганг проходит дорога с севера от города Тронгса на юг в сторону города Гелепху. До аэропорта Паро приблизительно 120 км.
Население города составляет 2332 человека (по переписи 2005 г.), а по оценке 2012 года — 2579 человек.
Среднегодовые осадки составляют 1743 мм/год. Минимальная температура 6,4 °C выше нуля, а максимальная 20,1 °C.